# Martins Dukurs
Martins Dukurs (Riga, URSS, 31 de marzo de 1984) es un deportista letón que compite en skeleton. Su hermano Tomass también compite en skeleton.
Participó en cuatro Juegos Olímpicos de Invierno, entre los años 2006 y 2018, obteniendo en total dos medallas de plata, en Vancouver 2010 y Sochi 2014, ambas en la prueba masculina individual.
Ganó siete medallas en el Campeonato Mundial de Skeleton entre los años 2011 y 2019, y trece medallas en el Campeonato Mundial de Skeleton entre los años 2010 y 2022.

## Palmarés internacional
| Juegos Olímpicos   | Juegos Olímpicos             | Juegos Olímpicos | Juegos Olímpicos |
| Año                | Lugar                        | Medalla          | Prueba           |
| ------------------ | ---------------------------- | ---------------- | ---------------- |
| 2010               | Vancouver (Canadá)           | Medalla de plata | Individual       |
| 2014               | Sochi (Rusia)                | Medalla de plata | Individual       |
| Campeonato Mundial |                              |                  |                  |
| Año                | Lugar                        | Medalla          | Prueba           |
| 2011               | Königssee (Alemania)         | Medalla de oro   | Individual       |
| 2012               | Lake Placid (Estados Unidos) | Medalla de oro   | Individual       |
| 2013               | Sankt Moritz (Suiza)         | Medalla de plata | Individual       |
| 2015               | Winterberg (Alemania)        | Medalla de oro   | Individual       |
| 2016               | Igls (Austria)               | Medalla de oro   | Individual       |
| 2017               | Königssee (Alemania)         | Medalla de oro   | Individual       |
| 2019               | Whistler (Canadá)            | Medalla de oro   | Individual       |
| Campeonato Europeo |                              |                  |                  |
| Año                | Lugar                        | Medalla          | Prueba           |
| 2010               | Igls (Austria)               | Medalla de oro   | Individual       |
| 2011               | Winterberg (Alemania)        | Medalla de oro   | Individual       |
| 2012               | Altenberg (Alemania)         | Medalla de oro   | Individual       |
| 2013               | Igls (Austria)               | Medalla de oro   | Individual       |
| 2014               | Königssee (Alemania)         | Medalla de oro   | Individual       |
| 2015               | La Plagne (Francia)          | Medalla de oro   | Individual       |
| 2016               | Sankt Moritz (Suiza)         | Medalla de oro   | Individual       |
| 2017               | Winterberg (Alemania)        | Medalla de oro   | Individual       |
| 2018               | Igls (Austria)               | Medalla de oro   | Individual       |
| 2019               | Igls (Austria)               | Medalla de oro   | Individual       |
| 2020               | Sigulda (Letonia)            | Medalla de oro   | Individual       |
| 2021               | Winterberg (Alemania)        | Medalla de plata | Individual       |
| 2022               | Sankt Moritz (Suiza)         | Medalla de oro   | Individual       |